# Gheorghe Dănilă
 Gheorghe Dănilă (n. 9 aprilie 1949, Roman, Republica Populară Română – d. 1 martie 2021, București, România) a fost un actor român de teatru și film.

## Biografie
Gheorghe Dănilă s-a născut în data de 9 aprilie 1949, la Roman, Republica Populară Română. 
În 1975 a absolvit Institutul de Artă Teatrală și Cinematografică din București, secția actorie, la clasa prof. univ. Octavian Cotescu, asistent Ovidiu Schumacher. Gheorghe Dănilă a fost actor la Teatrul Tineretului din Piatra Neamț în perioada 1975-1982, și la Teatrul de Comedie din București din 1983 până în 2021.
A decedat în data de 1 martie 2021, la vârsta de 71 de ani, din cauza unor probleme de sănătate. A fost înmormântat în data de 5 martie 2021, la cimitirul Cernica 2 din București.

## Filmografie
- Dumbrava minunată (1980)
- Fiul munților (1981)
- Lovind o pasăre de pradă (1983)
- Un oaspete la cină (1986)
- Chirița în Iași (1988)
- Drumeț în calea lupilor (1990)
- De-aș fi Peter Pan (1992)
- Telefonul (1992)
- Dragoste și apă caldă (1993)
- Secretul Mariei (2005) - Comisarul
- Legiunea Străină (2008)
- Nunta mută (2008) - Ulcior
- State de România (2010) - Confesorul
- Las Fierbinți (2012) - Plopu
- Când mama nu-i acasă (2017) - Gelu
- O grămadă de caramele (2017) - Gelu
- Moromeții 2 (2018) - omul cu calul